# Червоноградская чулочно-носочная фабрика
Червоноградская чулочно-носочная фабрика "Дюна-Веста" (укр. Червоноградська панчішно-шкарпеткова фабрика "Дюна-Веста") — предприятие лёгкой промышленности в городе Червоноград Львовской области Украины.

## История
Червоноградская чулочно-носочная фабрика была построена в соответствии с семилетним планом развития народного хозяйства СССР, в начале 1964 года она была введена в эксплуатацию и выпустила первую продукцию. Одной из причин создания фабрики являлось разрешение вопроса трудоустройства проживавших в городе жён горняков Львовско-Волынского угольного бассейна, поэтому большинство работников фабрики составляли женщины.
При фабрике были созданы заводской медпункт, столовая и училище (в котором одновременно обучались 400 трикотажниц).
Позднее, предприятие было преобразовано в производственное чулочное объединение.
В целом, в советское время фабрика входила в число ведущих предприятий города, на её балансе находились объекты социальной инфраструктуры.
После провозглашения независимости Украины государственное предприятие было преобразовано в открытое акционерное общество. В июле 1995 года Кабинет министров Украины утвердил решение о приватизации фабрики.
14 декабря 2004 года хозяйственный суд Львовской области признал предприятие банкротом и начал процедуру его ликвидации. Позднее фабрика была реорганизована в общество с ограниченной ответственностью.
В первом полугодии 2019 года по объему налоговых отчислений фабрика входила в число пяти крупнейших действующих предприятий и организаций города.

## Деятельность
Предприятие производит мужские, женские и детские чулочно-носочные изделия (носки, чулки, колготки и кальсоны) под торговой маркой "DUNA".